# Рулада
Рула́да (фр. roulade от rouler «катить»), перелив, перекат — быстро исполненный, раскатистый, виртуозный пассаж в пении, используемый, в основном, в партиях колоратурного сопрано. На протяжении октавы состоит из диатонической или хроматической гаммы и идёт по одному направлению. Распространены рулады хроматические, а также складывающиеся из терцовых ходов голоса.